# Dwight Clark
Pour les articles homonymes, voir Clark.
(en) Statistiques sur pro-football-reference
Dwight Edward Clark, né le 8 janvier 1957 à Kinston (Caroline du Nord)
et mort le 4 juin 2018 à Whitefish dans le Montana, est un joueur américain de football américain.

## Biographie
Ayant évolué au poste de wide receiver dans la National Football League (NFL), Dwight Clark passe la totalité de sa carrière avec les 49ers de San Francisco et remporte avec l'équipe deux Super Bowls (XVI, XIX).
Dwight Clark a marqué l'histoire du football américain avec une action mémorable en 1981 restée dans l'histoire comme The Catch,,, une action à laquelle rend hommage une statue du joueur à l'extérieur du stade de l'équipe de San Francisco, le Levi's Stadium Son numéro 87 a été retiré par les 49ers de San Francisco. Il est devenu manager général des 49ers en 1998 et des Browns de Cleveland de 1998 à 2002.
Il meurt de la maladie de Charcot le 4 juin 2018.